# Maciek Gracz
Maciek „Michael“ Gracz (* 23. Oktober 1980 in Warschau) ist ein professioneller amerikanisch-polnischer Pokerspieler. Er gewann 2005 das Main Event der World Poker Tour und ein Bracelet bei der World Series of Poker.

## Werdegang
Gracz erlernte Poker von seinem Vater und begann regelmäßig während seines Studiums an der North Carolina State University zu spielen.
Sein erster bedeutender Turniersieg gelang Gracz in Atlantic City. Er gewann 2004 das Trump Classic, bei dem er 154 Gegner hinter sich ließ und ein Preisgeld in Höhe von knapp 300.000 US-Dollar gewann. Am 19. März 2005 gewann er die vierte Ausgabe der PartyPoker Million. Dieses Turnier war Bestandteil der World Poker Tour (WPT). Es wurde die Variante Limit Hold’em gespielt. Gracz erhielt für den Sieg 1,5 Millionen US-Dollar. Drei Monate später belegte er den ersten Platz bei einem Event in No Limit Hold’em der World Series of Poker im Rio All-Suite Hotel and Casino am Las Vegas Strip. Gracz gewann ein Bracelet und knapp 600.000 US-Dollar Siegprämie. Im April 2008 wurde er beim WPT-Main-Event im Hotel Bellagio am Las Vegas Strip Elfter und erhielt rund 130.000 US-Dollar. Seitdem blieben größere Turniererfolge aus.
Insgesamt hat sich Gracz mit Poker bei Live-Turnieren mehr als 3 Millionen US-Dollar erspielt. Er lebt in Raleigh.